# Десницкая, Агния Васильевна
А́гния Васи́льевна Десни́цкая (23 августа 1912, Седнев Черниговской губернии — 18 апреля 1992, Санкт-Петербург) — советский и российский лингвист, специалист по индоевропеистике, германистике, албанскому языку, литературе и фольклору. Профессор, член-корреспондент АН СССР по Отделению литературы и языка с 26 июня 1964 года.

## Биография
Дочь известного революционера, социал-демократа В. А. Десницкого (после революции занимавшегося в основном литературоведением). Окончила ЛПИ им. Герцена, где училась у академика В. М. Жирмунского; аспирантуру ГИРК (1933). В 1933—1935 была научным сотрудником ЛНИЯ, в 1935—1937 доцентом ЛПИ им. Герцена, в 1938—1950 старшим научным сотрудником Института языка и мышления. В 1942 была эвакуирована в Кыштым, где заняла должность зав. кафедрой иностранных языков ЛПИ им. Герцена (до 1944). В 1945—1947 — доцент 1-го ЛГПИИЯ. С 1947 доцент, с 1949 профессор ЛГУ (с перерывами до конца жизни). В 1950—1963 старший научный сотрудник, в 1963—1976 заведующий ЛО Института языкознания АН СССР, с 1976 — заведующий сектором сравнительно-исторического изучения индоевропейских языков и ареальной лингвистики того же института. Кандидатская диссертация (1935) на тему «Чередование гласных в германских языках (аблаут)»; докторская диссертация (1946) — на тему «Развитие категории прямого дополнения в индоевропейских языках». В 1957 году по её инициативе в ЛГУ было открыто отделение албанского языка и литературы.
Ранние работы в основном по индоевропеистике и германистике (в духе Ленинградской грамматической школы); в дальнейшем специализировалась как албанист, став фактически первым в России специалистом по албанской филологии и основателем петербургского албановедения. Наиболее известна её история албанской литературы (1987) и описание албанского языка и его диалектов (1968).
С 1964 по 1992 год проживала в доме № 34, корпус 1 по 2-му Муринскому проспекту, в память о чём 25 июня 2015 года на здании установлена мемориальная доска.
Похоронена на Шуваловском кладбище.

## Основные работы
- Чередование гласных в германских языках (аблаут). М.-Л., 1937.
- Вопросы изучения родства индоевропейских языков / А. В. Десницкая. — М.—Л.: Изд-во АН СССР, 1955. — 332 с. — 4000 экз. (в пер.)
- Албанский язык и его диалекты / А. В. Десницкая. — Л.: Наука, 1968. — 376 с.
- Наддиалектные формы устной речи и их роль в истории языка / А. В. Десницкая. — Л.: Наука, 1970. — 98 с.
- Сравнительное языкознание и история языков / А. В. Десницкая. — Л.: Наука, 1984. — 352 с.
- Албанская литература и албанский язык / А. В. Десницкая. — Л.: Наука, 1987. — 296 с. — 750 экз.